# Catedral de Carcasona

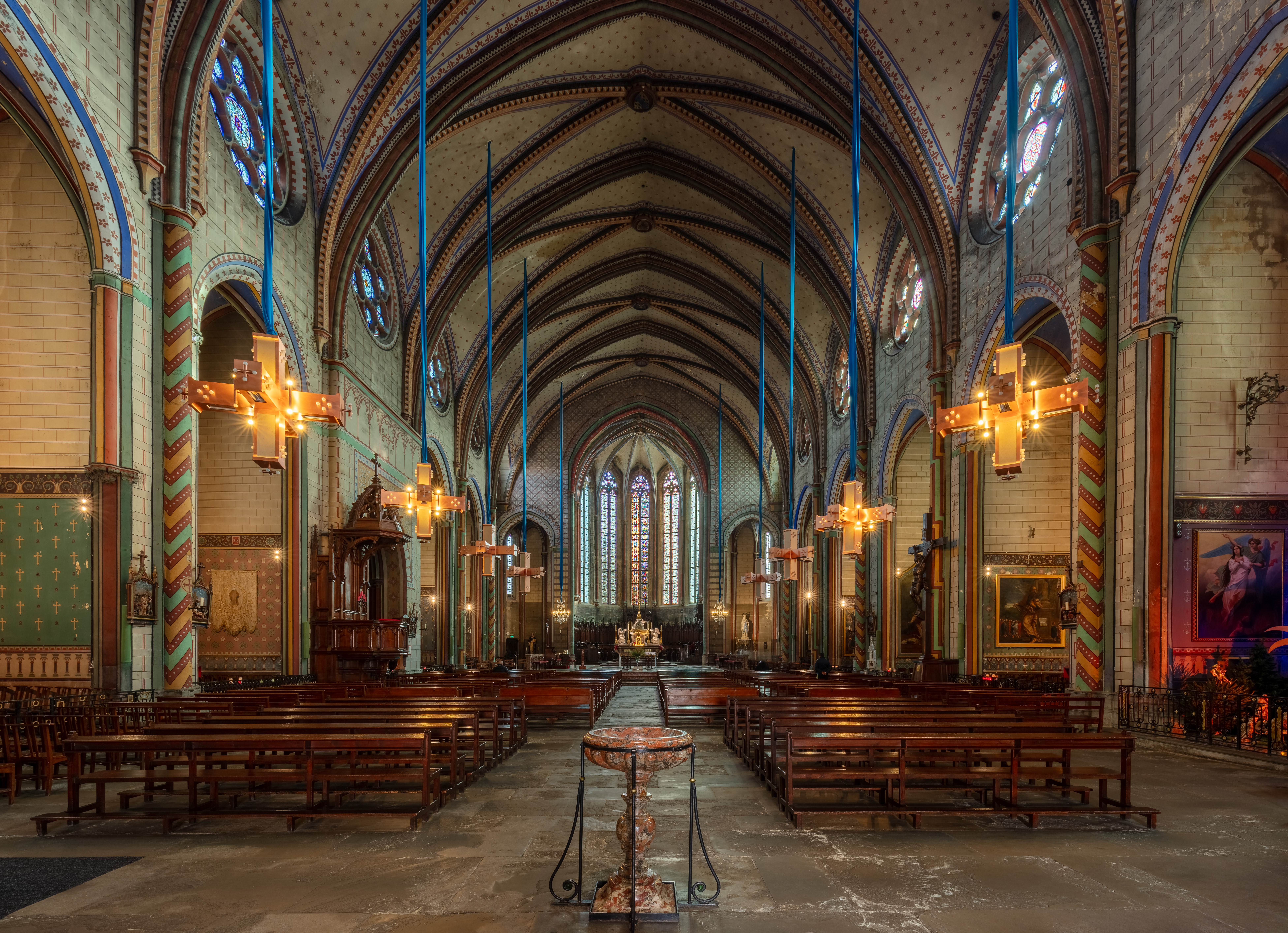
Interior de la catedral.

La catedral de San Miguel de Carcasona, o simplemente catedral de Carcasona, (en francés: cathédrale Saint-Michel de Carcassonne) es un iglesia catedral de estilo gótico del siglo XIII situado en la bastida Saint-Louis de la ciudad de Carcasona, región de Occitania, en Francia.
Edificada por orden del rey de Francia Luis IX, en 1247, a fin de reemplazar un antiguo santuario, fue modificándose y ampliándose a partir del año 1283. Durante el incendio de la bastida de Saint-Louis por las tropas del Príncipe Negro en 1355, la iglesia Saint-Michel sufrió graves deterioros. Durante la reconstrucción se decidió incorporarle nuevas fortificaciones: a nivel del ábside se construyó una torre cilíndrica con aspecto militar y se cavaron fosos alrededor del edificio de 10 metros de anchura.
En 1803 se le transfirió la sede episcopal, que se ubicaba desde la Edad Media en la Basílica de San Nazario, convirtiéndose así en la nueva catedral de Carcasona. En 1857, se decidió realizar profundas modificaciones con el fin de adaptar el edificio a su nueva función; la dirección de los trabajos fue confiada al arquitecto Eugène Viollet-le-Duc.